# کیدونیا

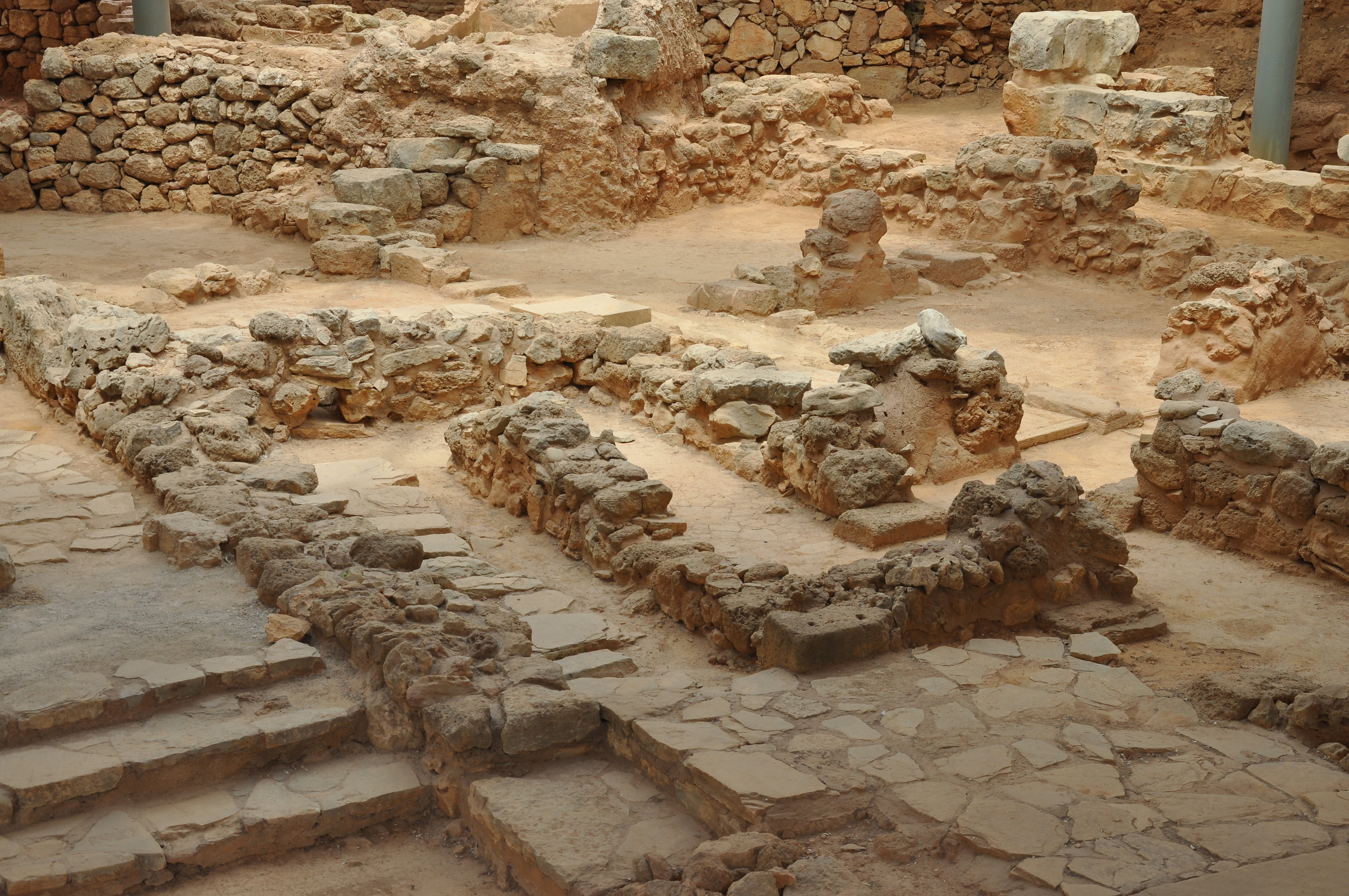
کاوش‌های شهر مینوسی کیدونیا، کرت، یونان.

کیدونیا یا سیدونیا (به یونانی باستان: Κυδωνία (به لاتین: Cydonia) ‎/sɪˈdoʊniə/‎) یک دولت‌شهر باستانی در شمال‌باختری ساحل جزیره کرت، یونان بود. این محوطه هم‌اکنون در موقعیت شهر یونانی خانیا قرار دارد.
دیودور سیسیلی اشاره دارد که این شهر به دست پادشاه مینوس بنیان‌گذاری شد.

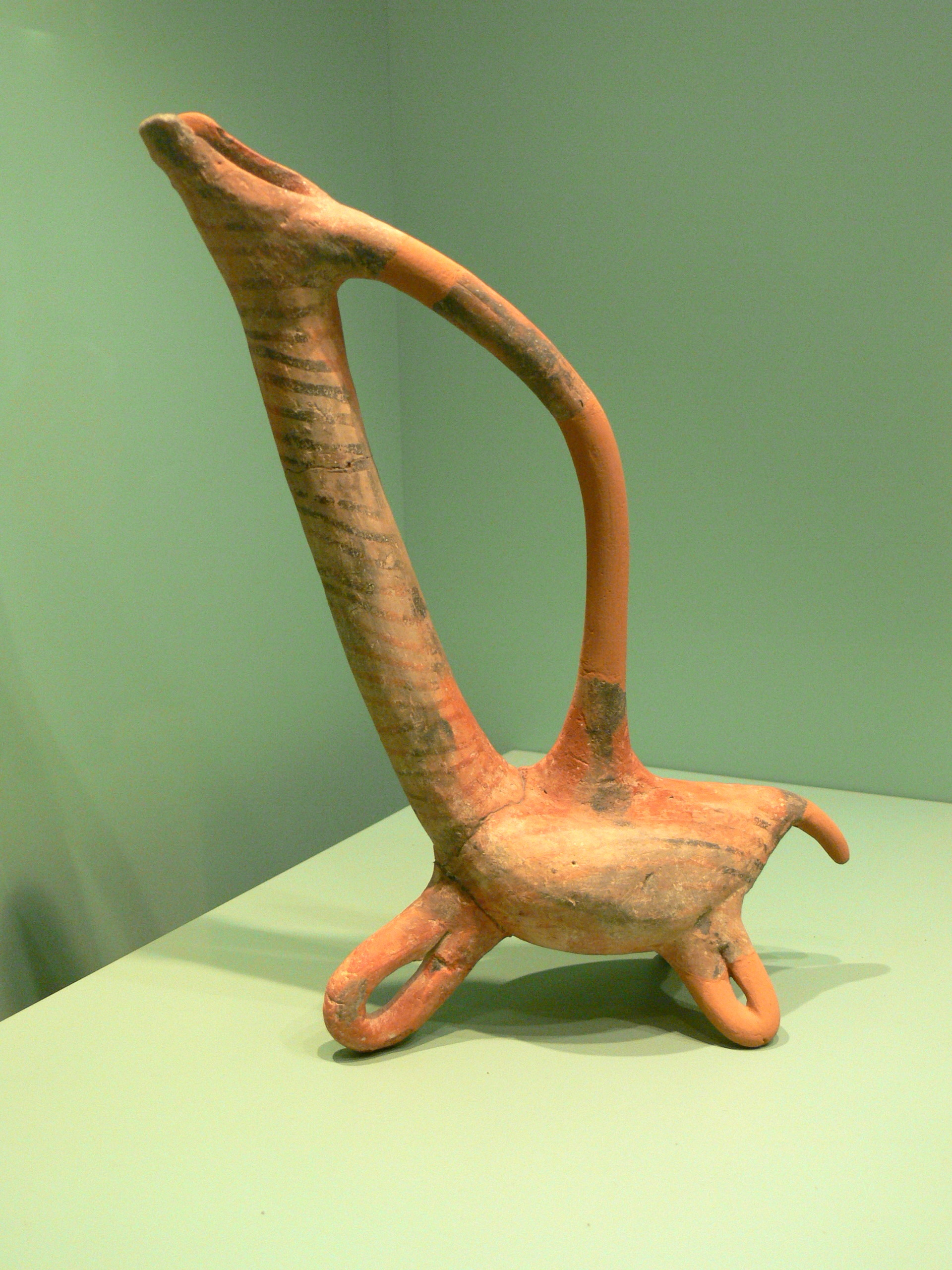
ظرف پرنده‌ای‌شکل مینوسی اولیه (۳۰۰۰–۲۳۰۰ پیش از میلاد).

## موقعیت
نویسندگان باستانی موقعیت کیدونیا را در بخش غربی کرت، رو به پلوپونز می‌شناسند.